# Pont Turcotte
Le pont Turcotte est un pont routier situé à Sorel-Tracy qui relie deux parties de cette ville en enjambant la rivière Richelieu. C'est le pont situé le plus en aval de cette rivière. Il est situé dans la région administrative de la Montérégie.

## Description
Le pont est emprunté par la route 132. Il comporte deux voies de circulation, soit une dans chaque direction, lesquelles sont séparées par une ligne double centrale. Un trottoir est aménagé de chaque côté du pont.
Comme il s'agit d'un pont basculant, des feux de circulation et des barrières mobiles sont installées de chaque côté afin de bloquer la circulation advenant que le pont doive être levé.
On estime que 7 000 véhicules empruntent le pont chaque jour, soit une moyenne annuelle de 2,55 millions de véhicules.

## Toponymie
Le pont est nommé en l'honneur de Joseph-Célestin-Avila Turcotte (1882-1968), hommes d'affaires qui fut conseiller municipal à Sorel puis député de Richelieu à l'Assemblée nationale du Québec de 1929 à 1939. En tant que député, il participa à l'inauguration des travaux de construction du pont.